# بروس الأول. سميث
بروس الأول. سميث هو سياسي أمريكي، ولد في 19 فبراير 1934 في هاريسبرج في الولايات المتحدة. نشط حزبياً في الحزب الجمهوري. وقد انتخب عضو مجلس نواب بنسيلفانيا ‏.